# Roger Schank
Roger Schank (ur. 1946, zm. 29 stycznia 2023) – amerykański badacz sztucznej inteligencji, psycholog i przedsiębiorca. Wspólnie z Robertem Abelsonem zaproponował koncepcję skryptów poznawczych, która czerpała z powstałej wcześniej koncepcji ram Marvina Minsky’ego.

## Ważniejsze dzieła
- Scripts, plans, goals and understanding (1977) (współautor: R. Abelson)